# Dasycaris
Genre
Synonymes
- Dasygius[2]

Dasycaris est un genre de crevettes de la famille des Palaemonidae. 

## Liste des espèces
Selon World Register of Marine Species (29 décembre 2015) :
- Dasycaris ceratops Holthuis, 1952
- Dasycaris doederleini (Balss, 1924)
- Dasycaris symbiotes Kemp, 1922
- Dasycaris zanzibarica Bruce, 1973

## Publication originale
- Kemp, 1922 : Notes on Crustacea Decapoda in the Indian Museum, XV. Pontoniinae. Records of the Indian Museum, vol. 24, pp. 113-288 (texte intégral) (en).